# Übergangssystem
Das Übergangssystem steht für ein ganzes Bündel an Maßnahmen, Bildungsangeboten und Programmen, die sich an Jugendliche und junge Erwachsene beim Übergang von der allgemeinbildenden Schule in den Beruf richten. So sollen sich ihre Chancen auf eine betriebliche oder schulische Ausbildung verbessern, die Berufswahlkompetenz gefördert und der Übergang in eine Berufsausbildung im Dualen System erleichtert werden, tatsächlich aber schlichtweg verpflichtend sind für alle Schulabgänger (vor allem Hauptschulabgänger mit und ohne Abschluss), die keinen Ausbildungsplatz gefunden und ihre Pflichtschulzeit noch nicht erreicht haben. Die Autorengruppe Bildungsberichterstattung bezeichnete im Nationalen Bildungsbericht 2006 das Übergangssystem erstmals neben dem dualen System und dem Schulberufssystem als einen eigenständigen Sektor des beruflichen Ausbildungssystems. Zum Übergangssystem rechnete die Autorengruppe alle (Aus-)Bildungsangebote, „die unterhalb einer qualifizierten Berufsausbildung liegen bzw. zu keinem anerkannten Ausbildungsabschluss führen, sondern auf eine Verbesserung der individuellen Kompetenzen von Jugendlichen zur Aufnahme einer Ausbildung oder Beschäftigung zielen und zum Teil das Nachholen eines allgemein bildenden Schulabschlusses ermöglichen.“
Das äußerst heterogene Übergangssystem wird in den nationalen Bildungsberichten neben dem dualen System (betriebliche oder außerbetriebliche Ausbildung nach Berufsbildungsgesetz bzw. Handwerksordnung mit begleitendem Berufsschulunterricht) und dem Schulberufssystem (Ausbildung in einem gesetzlich anerkannten Beruf in vollzeitschulischer Form) als einer der drei Sektoren des beruflichen Ausbildungssystems in Deutschland bezeichnet. Während 1995 erst 31,9 % aller Neuzugänge in diesen drei Sektoren auf das Übergangssystem entfielen, stieg dessen Anteil bis 2003 kontinuierlich auf 42,7 % an. Somit expandierte das Übergangssystem innerhalb weniger Jahre deutlich, während die Anteile des dualen Systems stark und des Schulberufssystems leicht sanken. Seit 2003 geht die Bedeutung des Übergangssystems aufgrund der demographischen Entwicklung und der seit 2009 verbesserten Ausbildungsplatzsituation wieder zurück (2008: 34,1 %). Im Jahr 2009 begannen jedoch immer noch rund 347.000 Jugendliche mit einer Übergangsmaßnahme zwischen Schule und Berufsausbildung. Nach Schätzungen von Fachleuten führt dies zu Kosten von jährlich über 4 Milliarden Euro. Oft sind es Jugendliche aus weniger privilegierten Familien, die Probleme bei der Berufswahl und Ausbildungssuche haben.
Eine Befragung von etwa 550 Experten im Rahmen einer Studie des Bundesinstituts für Berufsbildung (BIBB) und der Bertelsmann Stiftung zeigte folgende Ergebnisse:  89 % der Experten geben an, dass es beim Einsatz von finanziellen Mitteln und Personal im Übergangssystem an Effektivität mangelt. Mehr als drei Viertel kritisieren, dass die zahlreichen unterschiedlichen Maßnahmen und Bildungsgänge inzwischen kaum noch zu überblicken sind. Trotz aller notwendigen Reformen halten aber 81 % der Befragten das Übergangssystem grundsätzlich für unverzichtbar. Unter den Reformvorschlägen wurden am häufigsten ein verbessertes Profiling der Jugendlichen und eine bessere Unterstützung bei der Stellensuche sowie eine Ausweitung der betrieblichen Praxisanteile genannt.